# 宮本武藏 決鬥巖流島
《宮本武藏 決鬥巖流島》（日文：宮本武蔵完結編 決闘巌流島）是1956年上映的日本古裝劇，由三船敏郎飾演宮本武藏，稻垣浩執導，本片為宮本武藏三部曲之最終回。

## 演員
- 宮本武藏：三船敏郎
- 佐佐木小次郎：鶴田浩二
- 阿通：八千草薰
- 朱實：岡田茉莉子
- 城太郎：櫻井將紀
- 熊五郎：田中春男
- 日觀大師：高堂國典
- 長岡佐渡：志村喬